# Spirulina

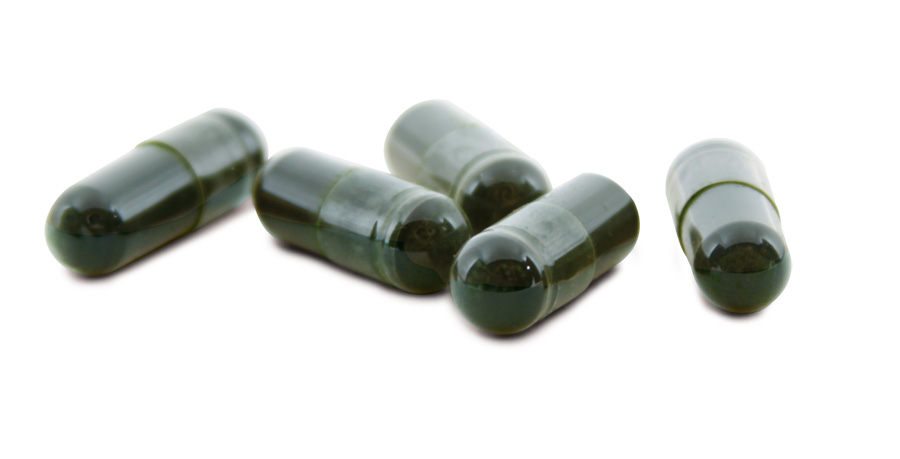
Spirulinakapslar

Spirulina under ljusmikroskop x400 förstoring

Spirulinafilament ansamlade i en klump

Spirulina är det vetenskapliga namnet på ett släkte ätbara, trådbildande, spiralformade cyanobakterier, formellt klassificerade som blå-gröna mikroalger. Organismen är med andra ord en obligat fotoautotrof, det vill säga en organism som utnyttjar solen som energikälla samt vars kolkälla är koldioxid. Under de senaste decennierna har spirulina erhållit popularitet i hälso- och livsmedelsindustrin. Idag odlas mikroalgen över hela världen och klassas av många forskare som "super food" till följd av sitt enormt rika näringsinnehåll. Bland annat innehåller Spirulina 180% mer kalcium än mjölk, 670% mer protein än tofu, 3100% mer betakaroten än morötter och 5100% mer järn än spenat.
Spirulina är ett mycket vanligt kosttillskott i form av tabletter, kapslar och pulver.

## Vitamin- och näringsinnehåll
| Innehåll          | Mängd   |
| ----------------- | ------- |
| Protein           | 6500 mg |
| Betakaroten       | 14 mg   |
| Vitamin C         | 2 mg    |
| Tiamin (B1)       | 0,37 mg |
| Riboflavin (B2)   | 0,46 mg |
| Niacin            | 1,3 mg  |
| Kalcium           | 150 mg  |
| Järn              | 18 mg   |
| Vitamin E         | 0,4 mg  |
| Vitamin B 6       | 0,07 mg |
| Vitamin B 12      | 0,02 mg |
| Fosfor            | 67 mg   |
| Magnesium         | 32 mg   |
| Koppar            | 0,1 mg  |
| Fykocyanin        | 1500 mg |
| Gamma-linolensyra | 100 mg  |
| Klorofyll         | 110 mg  |

*10 g torkad vikt

## Taxonomi
Släktet Spirulina består av två arter; Arthrospira platensis och Arthrospira maxima. Dock är det idag fastställt att de faktiskt tillhör släktet Arthrospira, men, ytterst förvirrande, benämns ofta släktet av historiska skäl fortfarande Spirulina. Arthrospira består av omkring 15 arter.

### Arter inom släktetSpirulina
- Spirulina corakiana
- Spirulina crispum
- Spirulina labyrinthiformis
- Spirulina laxa
- Spirulina laxissima
- Spirulina major
- Spirulina meneghiniana
- Spirulina nordstedtii
- Spirulina princeps
- Spirulina subsalsa
- Spirulina subtilissima
- Spirulina platensis
- Spirulina tenerrima
- Spirulina weissii

## Naturligt habitat
Spirulina är det kommersiella namnet på arten Arthrospira platensis (tidigare känd som Spirulina platensis) vilken sedan långt tillbaka, tack vare sitt höga protein- och näringsvärde, använts som föda runt om i världen av bland annat aztekerna i Mexiko samt i områden kring nuvarande Tchad, Afrika. I båda fall växte mattor av mikroalgen vid ytan i små sjöar eller dammar för att därefter skördas, soltorkas, brytas i mindre bitar och ätas. Spirulina isolerades först 1827 av Turpin och har sedan dess hittats i flera olika miljöer: jord, sand, träsk, havsvatten, bräckt vatten och sötvatten. Organismen tycks kunna anpassa sig till många olika miljöer och leva på platser få andra organismer klarar av.
Typiskt för spirulina är dess höga pH-tolerans; organismen förekommer ofta i tropiska och subtropiska vattendrag med högt pH (8-11) i kombination med höga karbonat- och bikarbonat halter. Optimal tillväxt uppnås med saltkoncentrationer mellan 20 och 70 g/liter och med temperaturer omkring 30-34 °C.

## Morfologi
Spirulinas typiska vänsterhänta helix-struktur bibehålls endast i vattenmiljöer eller odlingsmedium, därför förekommer algen i både stav- och spiralform. Mikroalgen varierar mellan 50 och 500μm i längd och ungefär 3-7μm i bredd. Spirulina i sin naturliga spiralform kan enkelt skördas genom filtrering och andra typer av fysisk separation, medan stavformiga filament är mycket svårare att skörda. Faktorer i omgivningen som ljusintensitet, temperatur och nitratkoncentration kan påverka morfologin. Cellerna inuti filamentet är bredare än vad de är långa och avgränsas av tvärgående perforerade cellväggar. Cellväggen består av 4 lager; ett inre fibrilt lager, ett andra peptidoglykanlager, ett tredje lager av proteiner och ett yttre lager liknande cellväggen hos gramnegativa bakterier. Spirulina saknar flageller men har observerats ha en förmåga att "glida" fram genom att vrida sig runt sin vänsterhänta helix axel, en mekanism om vilken kunskapen fortfarande är bristfällig.

## Patologi
Spirulina är inte naturligt sjukdomsalstrande. Kliniska studier har visat att Spirulina kan utnyttjas som ett supplimentärt botemedel till flera sjukdomar. Spirulinakapslar har visat sig effektiva bland annat genom att sänka blodfettnivåer samt stärka immunförsvaret. Spirulina innehåller även färgpigment och antioxidanten fykocyanin som har flera positiva effekter på människokroppen, bland annat inhiberar tillväxten av leukemi K562 celler hos människan.

## Kommersiell produktion
Spirulina produceras kommersiellt i åtminstone 22 länder (2016). Massodling av Spirulina genomförs ofta i så kallade "raceway ponds", grunda avgränsade dammar försedda med en roterande paddel för att blanda kulturen och på så vis undvika klumpbildning. Dammarna är ofta konstruerade av cementväggar och är därför relativt dyra; för att minska produktionskostnaden krävs billigare material.